# NGC 220
NGC 220 je otvoreni skup u zviježđu Tukanu.

## Vanjske poveznice
- SEDS: NGC 0220